# 役野満里奈
役野 満里奈（やくの まりな、2004年〈平成16年〉7月24日 - ）は、日本のAV女優。Y's Entertainment所属。

## 経歴
2022年5月24日に『新人 FIRST IMPRESSION 173 黄金笑顔 役野満里奈』でアイデアポケットよりAVデビュー。
2024年12月16日週FANZAレンタルフロアランキングにてデビュー第4作『「もう射精してるってばぁ！」状態でもノーブラ汗だくでにやにや誘惑してくる妹 役野満里奈』がランキング1位を記録。
2025年5月5日週FANZA通販フロアランキングにて、出演した『日本よ、これがアイポケだー。 BEAUTY VENUS THE HARLEM もう絶対に揃わない夢の究極共演！！ 痴女プレイ全10コーナー330分！』が初登場2位を記録した。同年6月23日週 FANZA通販フロアランキングにて共演作『BEAUTY VENUS THE HARLEM-episode2- 』が初登場3位ランクイン。

## 人物
- 趣味は麻雀、散歩で特技はY字バランス。
- 芸名は趣味である麻雀の役のひとつ『役満』から来ている。ちなみに他の候補は『平和（ピンフ）』にちなんで『平和子』だった[4]。
- デビュー前は事務員をしていた[4]。
- デビューのきっかけは誰かに推されたくなり、最終的にファンのニーズを突き詰めていくとAV女優に辿り着いた。興味本位もあるし、人生経験を積みたかったから[4][5]。
- 初体験は16歳の時に当時付き合っていた同級生の彼氏で彼氏の家でだった[6]。
- デビュー前まで経験人数は6人だったが、6歳上の彼氏がテクニックが上手かった[6]。
- 麻雀は友人から教わって、1，2年で上手くなった[5]。
- 性の目覚めは小学校4年生の時に、『どうやったら赤ちゃんができるかって、お母さんたちに聞いちゃダメだよ』と上級生から言われて。それで気になったから調べたところからだった[5]。
- 好きな体位はバック[5]。
- 胸が大きくなったのは高校に入ってから[5]。

## 作品

### アダルトビデオ
- 新人 FIRST IMPRESSION 173 黄金笑顔 役野満里奈（5月14日、アイデアポケット）
- 未開発おっぱいちゃんの敏感美乳BODYをひたすらイカせる超追撃SEX 役野満里奈（6月11日、アイデアポケット）
- 素人童貞のボクに初めてできた彼女を脱がしたら、予想以上のぷるるん乳。エッチなおっぱい彼女にリードされながら無我夢中にち○ぽ挿れまくったボク。 役野満里奈（7月9日、アイデアポケット）
- 「もう射精してるってばぁ！」状態でもノーブラ汗だくでにやにや誘惑してくる妹 役野満里奈（8月13日、アイデアポケット）
- 「初泡姫チャレンジします」 即尺即ハメ！！天然Hカップ美巨乳 黄金笑顔でぷるるんおっぱい密着濃厚おもてなしソープ嬢 役野満里奈（9月10日、アイデアポケット）
- 彼女の妹はグラビアアイドル ぷりんぷりんオッパイを暴走もみもみ汗だく激ピストン！ 役野満里奈（10月8日、アイデアポケット）
- もうセックスなしでは生きていけない… 絶頂イキ272回マ〇コ痙攣1953回鬼ピストン2976回快感潮測定不能 絶頂覚醒 役野満里奈（11月12日、アイデアポケット）
- 出張先が記録的豪雨で童貞部下と突然相部屋に…雨で濡れた身体に興奮した部下に襲われ朝まで9発のびしょ濡れ絶倫性交 役野満里奈（12月10日、アイデアポケット）

- ぷるるんオッパイでキミのオチ〇ポ勧誘しちゃうぞ いつもニコニコ！どこでもパコパコ！おっぱいモロ出し逆バニー学園祭 役野満里奈（1月14日、アイデアポケット）
- めちゃくちゃ柔らかいおっぱいナースの最高に気持ちいいむにゅむにゅパイズリ 役野満里奈（2月11日、アイデアポケット）
- 僕の恋人が家で待ってるのに、 終電逃がし後輩女子社員の家に泊まる流れに…ノーパンノーブラ 部屋着に興奮した絶倫のボクは一晩中ヤりまくった。。。 役野満里奈（3月11日、アイデアポケット）
- 身代わり肉便器 射精しても射精しても終わらない絶倫極道オヤジとの10日間監禁生活 役野満里奈（4月8日、アイデアポケット）
- あなたが家を空ける朝から晩、お義父さんのベロ舐め舌技にイカされ続け… 役野満里奈（5月13日、アイデアポケット）
- 執拗乳首開発！エビ反り！失禁痙攣！押し弱な巨乳OLがハメられた媚薬オイル盛り盛りキメセク施術 役野満里奈（6月10日、アイデアポケット）
- 日本よ、これがアイポケだー。 BEAUTY VENUS THE HARLEM もう絶対に揃わない夢の究極共演！！ 痴女プレイ全10コーナー330分！ 桜空もも 長浜みつり 西宮ゆめ 古川ほのか さくらわかな 佐々木さき 愛才りあ 役野満里奈（6月10日、アイデアポケット）
- スク水マニア ザーメンマーキング イカれた用務員の異常スク水愛に汚された女子○生 温度・質感・香り その全て、キミの豊満なカラダごと、いただきます。 役野満里奈（7月8日、アイデアポケット）
- BEAUTY VENUS THE HARLEM-episode2- 最高峰巨乳美女たちが国賓並みにおもてなしご奉仕してくれる超高級ハーレム風俗ハシゴツアー（7月29日、アイデアポケット）
- 役満 Hcupボディ 役野満里奈 中出し解禁大乱交 ノーカットSP 総勢11名20発オーバーの大ザーメン祭り！（8月12日、アイデアポケット）

### VR作品
- 初VR！高画質8K映像！2SEX！長尺130分！ Hカップ役満BODY美女とハメまくりイチャラブ同棲生活 役野満里奈（11月12日、アイデアポケット）

- 超高画質8K映像！彼女がいるのに2人きりになると密着ささやき淫語とむにゅむにゅオッパイ誘惑でボクを惑わせてくる小悪魔妹 長尺135分！2SEX！6射精！ 役野満里奈（2月14日、アイデアポケット）
- 発射無制限 即尺即ハメ 天然Hカップ美巨乳「役野満里奈」嬢の極上ソーププレイ超体感8K VR（4月8日、アイデアポケット）
- 着衣よりエロいHcupほぼ見えメイド服で僕を年中勃起させてヌイてくれるご奉仕型いいなりメイド 8K VR （6月15日、アイデアポケット）
- 大人になった今だからこそ子供に戻りたい M男専用大人保育園 現役保母さん監修！全編こだわり幼児言葉＆癒し幼児プレイ完全再現！ 役野満里奈（8月4日、アイデアポケット）

### イメージビデオ
- ポロリは罰符 役野満里奈（8月13日、FAIR＆WAY）
- 役野満里奈 湯女美人（12月18日、マーレーインターナショナル）

- Best naked /役野満里奈（6月28日、INTEC Inc）

## 外部サイト
- 役野満里奈 (@yakuno_marina) - X（旧Twitter）
- Ys Entertainment・役野満里奈

※以下は、18禁サイト
- アイデアポケット・役野満里奈